# Tephroseris thyrsoidea
Tephroseris thyrsoidea là một loài thực vật có hoa trong họ Cúc. Loài này được (Host) Holub miêu tả khoa học đầu tiên năm 1973.